# グリセロール2-リン酸
グリセロール2-リン酸（グリセロール2-りんさん、glycerol 2-phosphate）は、リン酸とグリセロールから誘導されたリン酸エステルである。同等に適切な名前として、グリセロ-2-リン酸(glycero-2-phosphate)、2-O-ホスホノグリセロール(2-O-phosphonoglycerol)、2-ホスホグリセロール(2-phosphoglycerol)がある。また歴史的経緯によりβ-グリセロリン酸(β-glycerophosphoric acid)とも呼ばれる。

## 生理活性
セリンスレオニンホスファターゼの阻害剤として働く。間葉系幹細胞から骨芽細胞への分化を誘導する働きがある。

## 構造異性体
グリセロールとリン酸のエステルには構造異性体としてグリセロール1-リン酸およびグリセロール3-リン酸がある。3つはいずれも別の生理活性を持っている。